# Brave Search
Brave Search ist eine Websuchmaschine des US-amerikanischen Browserherstellers Brave Software Inc. Die Suchmaschine legt dabei ähnlich wie der Webbrowser vom selben Unternehmen Wert auf die Privatsphäre des Nutzers, so dass Tracking und Werbung herausgefiltert werden. Brave Search setzt auf einen eigenen Index, um die Suchergebnisse auszugeben.

## Geschichte
Am 3. März 2021 gab Brave bekannt, die Suchmaschinentechnologie des ehemaligen Browserherstellers Cliqz für die eigene Suchmaschine Brave Search erworben zu haben. Der ehemalige Inhaber, das deutsche Verlagshaus Hubert Burda Media, besitzt seitdem Anteile an Brave.
In der Closed Beta konnten laut Brave Software Inc. selbst bereits über 100.000 Nutzer die Suchmaschine testen.
Seit dem 23. Juni 2021 befindet sich Brave Search in der Public Beta und lässt sich von allen modernen Browsern nutzen, ist damit also unabhängig vom Webbrowser Brave.
In den neueren Versionen des Brave-Browsers ist Brave Search sowohl in der Desktop- als auch der Mobil-Variante als Standardsuchmaschine integriert.